# 橄榄山讲论
橄榄山讲论是对观福音三书中，《马太福音》第24至25章、《马可福音》第13章和《路加福音》第21章所记载，在耶稣受膏及耶稣受难之前，耶稣在橄榄山上发表的一篇演讲或布道。按照大多数学者的观点，马太福音和路加福音中的讲论版本是基于马可福音的版本。
圣经中很少有其他经文比橄榄山讲论更多地成为争议的焦点。在这三卷福音书的记载中，都包括许多对未来事件的预言，其中包括：
1. 公元70年耶路撒冷圣殿被毁
2. 以色列和世界各国的灾难
3. 人子再临的各种征兆

有些学者还认为在橄榄山的讲论并非偶然，而是附和了《撒迦利亚书》中的一段关于弥赛亚与其反对者之间的最终决战地点的预言。
耶稣说到“你们几时看见这一切的事，也该知道它就在门口了”，“这一代人”还没有“过去”，这一切事都要发生。

## 两种分歧的观点
关于《马太福音》第24章有2种完全相反的观点。
第一种观点受到末世预言实现论（preterism）的支持，认为所有（至少大多数）圣经预言，包括马太福音24章中的每一件事（例如耶稣再临、审判日和世界末日），已经应验于公元70年耶路撒冷被罗马人毁灭的事件。韦恩·杰克森在2005年出版的一本书中，对公元70年解释的主要部分提出了批评。
第二种主要的教义是未来派（Futurism），认为橄榄山讲论是一种末世指南，允许人们为这一时间作出抉择，因为基督将再临并开始他的“千年国度”的统治。哈尔·林赛在他的畅销书《末期的伟大行星地球》（The Late Great Planet Earth，首次出版于1970年）中，认为《马太福音》第24章中的预言预示着：见证了以色列复国的“一代人”，也就是将要看到《马太福音》第24章中征兆应验的那一代人──他预计基督大约在1988年再临。他从以色列复国的1948年开始计算，将一代人算为大约40年。后来林赛将时间表从40年延长到100年，并且不再确定最终的一代是否开始于以色列复国。

## 内容

### 圣殿被毁
根据对观福音书的记载，一位未记载姓名的门徒对希律圣殿的宏伟发出评论，这座建筑据信有10层楼高，很可能是用黄金、白银及其他贵重材料装饰（Kilgallen 245）。但是，这段经文记载，耶稣说到，将来没有一块石头会完整无缺地留在建筑物中，整座建筑将会变成一堆废墟。
然后这位门徒询问关于此事的征兆：“什么时候会有这事？你的来临和这世代的终结有什么兆头？”这位门徒可能是假设圣殿的被毁，和世界的末日，将发生在同一时间。耶稣试图纠正这种观念：首先，通过讨论罗马的入侵（马太福音 24章4–34节，然后通过解释他的再临，实施审判世界（vv. 35–51）。
耶稣首先警告他们，有些事情的发生，并不能够解释为他再临的征兆：
- 有人自称是基督（参见敌基督）
- 战争和战争的风声
- 民要攻打民，国要攻打国
- 地震
- 饥荒
- 瘟疫
- 可怕的事件

这时，耶稣称这是“产痛”的开始，并且又描述了更多的带来千年国度的“产痛”：
- 假先知
- 变节
- 迫害基督徒
- 耶稣的福音传遍世界

然后耶稣警告门徒，行毁坏的可憎之物（Abomination of Desolation）要“站在不当站的地方（圣地）”，马太福音和马可福音还加上了“读这经的需要会意”。通常认为是参考了但以理书的一段（但以理书 9章27节和11章31节）。
根据末世预言实现论的解释，这些预言中的每一项都在公元70年耶路撒冷陷落时得到了应验。
虽然但以理书中的这一段据说是在巴比伦之囚期间，天使加百列向但以理口述的预言，一些现代学者相信这也会应验在但以理以外的时代。

### 引用
1. ↑  King, Max. 1986. The Cross and The Parousia of Christ. Warren, OH:  Parkman Road Church of Christ.
2. ↑  Jackson, Wayne. 2005 The A.D. 70 Theory—A Review of the Max  King Doctrine. Stockton, CA: Courier Publications
3. ↑  Lindsey, Hal. The Late Great Planet Earth. Grand Rapids, MI: Zondervan, 1970.
4. ↑  Lindsey, Hal. 1977. Eternity，1977年1月
5. ↑  Jackson, Wayne. “A Study of Matthew Twenty-four”[永久] 1998年, 11月23日. Christian Courier.包括对马太福音24章意义的深入讨论，和已经得到应验的预言